# Les Mousquetaires de l'air
Pour les articles homonymes, voir Flight et Flight (film).
Pour plus de détails, voir Fiche technique et Distribution.
Les Mousquetaires de l'air (Flight) est un film américain réalisé par Frank Capra, sorti en 1929.

## Synopsis
Lefty Phelps est un joueur de football américain qui se ridiculise en marquant contre son camp lors d'une partie importante. Tout le monde se moque de lui, mais il rencontre Panama Williams, un sergent de la Marine qui le réconforte. Lefty s'engage dans la Marine, où il reçoit les instructions du sergent Panama Williams pour apprendre à voler. Il est un excellent élève, mais un autre apprenti pilote, Steve, se moque de lui, ce qui lui fait perdre ses moyens, et lors de son premier vol, il s'écrase. 
Lefty tombe amoureux d'Elinor, infirmière, dont Panama est secrètement amoureux. Panama et Lefty font partie d'une mission dangereuse au Nicaragua. Panama a avoué son amour pour Elinor à Lefty, sans savoir que celui-ci l'aime aussi, et de façon réciproque. Lefty n'ose pas le lui dire, car il est son supérieur et son ami. Incapable de déclarer sa flamme, Panama demande à Lefty de le faire à sa place. Celui-ci s'exécute, mais Elinor répond que c'est lui qu'elle aime. Panama méprise Lefty sans le laisser s'expliquer. 
À ce moment-là une mission part en urgence assister des marines encerclés. Lefty s'écrase avec Steve. Après s'être fait prier par Elinor, Panama part seul sauver Lefty. 
Leur retour triomphal sera l'occasion de démontrer les capacités de pilotage de Lefty.

## Fiche technique

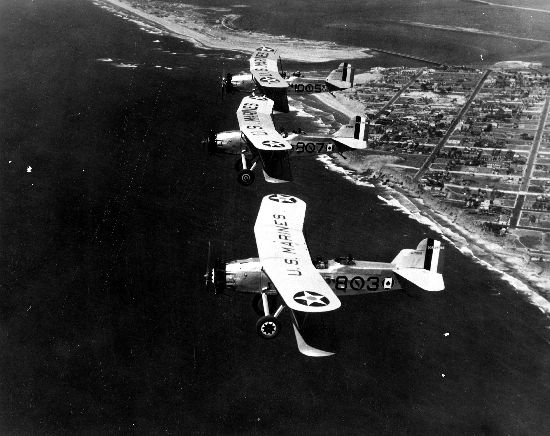
Curtiss OC-2

- Titre : Les Mousquetaires de l'air
- Titre original : Flight
- Réalisation : Frank Capra
- Scénario : Frank Capra et Ralph Graves
- Photographie : Joe Novak et Joseph Walker
- Montage : Gene Milford, Maurice Wright et Ben Pivar
- Pays de production :  États-Unis
- Format : Noir et blanc - Mono
- Durée : 110 minutes
- Dates de sortie :
  - États-Unis : 14 septembre 1929 (New York)

## Distribution
- Jack Holt : Panama Williams
- Lila Lee : Elinor
- Ralph Graves : 'Lefty' Phelps
- Parmi les acteurs non crédités :
- Joe Bordeaux : Marine
- Walter Brennan : Marine Pilot
- Harold Goodwin : Steve Roberts
- George Irving : Marine Colonel in Nicaragua
- Alan Roscoe : Major James D. Rowell

## Autour du film
En 1931, les deux premiers rôles, Jack Holt et Ralph Graves se retrouveront dans une autre histoire d'amitié sublime, d'amour partagé pour la même femme et d'aviation, signée par le même réalisateur, Le Dirigeable.